# Fritz-Heiner Hepke
Fritz-Heiner Hepke (* 23. November 1947 in Achim, Landkreis Verden) ist ein deutscher Politiker (SPD). Er war von 1998 bis 2003 Abgeordneter im Landtag von Niedersachsen.
Hepke besuchte die Volksschule in Uphusen und danach die Realschule in Achim. Nach der Mittleren Reife 1964 besuchte er bis 1969 die Verwaltungsschule in Bremen, die er mit der zweiten Verwaltungsprüfung beendete. Danach folgte der Wehrdienst und danach begann er im Organisationsreferat der Senatskommission für das Personalwesen in Bremen zu arbeiten. Er war dort bis zu seiner Wahl in den Landtag tätig.
Hepke wurde 1971 Mitglied der SPD. Er war von 1979 bis 1998 Vorsitzender des SPD-Unterbezirks Verden. Von 1972 bis 1991 und danach wieder ab 1996 war er im Rat der Stadt Achim. Außerdem war er im Kreistag von Verden. Bei der Landtagswahl 1998 wurde Hepke durch ein Direktmandat im Wahlkreis 54 Achim in den Landtag von Niedersachsen gewählt, dem er für eine Wahlperiode bis 2003 angehörte.